# Fire (album Hey)
Fire – pierwszy studyjny album polskiego zespołu muzycznego Hey. Album utrzymuje się w stylu rockowym i grunge. Odniósł bardzo duży sukces w Polsce, zaś sam zespół stał się symbolem „młodej fali polskiego rocka”. Z płyty pochodzą takie przeboje jak: „Moja i twoja nadzieja”, „Teksański”, „Zazdrość” czy „Eksperyment”.
Całkowity nakład wyniósł 200 tys. sprzedanych egzemplarzy. Album uzyskał status poczwórnie platynowej płyty.
W sierpniu 2013 roku album ukazał się na płycie winylowej. Winylowa edycja została wytłoczona w nakładzie 500 sztuk. Pierwsze płyty winylowe sprzedano podczas festiwalu w Jarocinie.

## Lista utworów
Źródło.
| Nr  | Tytuł utworu                       | Słowa                     | Muzyka       | Długość |
| --- | ---------------------------------- | ------------------------- | ------------ | ------- |
| 1.  | „One of Them”                      | Katarzyna Nosowska        | Piotr Banach | 2:44    |
| 2.  | „Choice”                           | Katarzyna Nosowska        | Piotr Banach | 3:38    |
| 3.  | „Dreams”                           | Katarzyna Nosowska        | Piotr Banach | 2:46    |
| 4.  | „Nonsense”                         | Katarzyna Nosowska        | Piotr Banach | 2:45    |
| 5.  | „Karą będzie lęk”                  | Katarzyna Nosowska        | Piotr Banach | 3:36    |
| 6.  | „Little Peace”                     | Katarzyna Nosowska        | Piotr Banach | 2:50    |
| 7.  | „Zazdrość”                         | Katarzyna Nosowska        | Piotr Banach | 2:01    |
| 8.  | „Moja i twoja nadzieja”            | Katarzyna Nosowska        | Piotr Banach | 4:46    |
| 9.  | „Desire”                           | Katarzyna Nosowska        | Piotr Banach | 3:58    |
| 10. | „Delusions”                        | Katarzyna Nosowska        | Piotr Banach | 3:29    |
| 11. | „Eksperyment”                      | Katarzyna Nosowska        | Piotr Banach | 3:40    |
| 12. | „Flowers for Titus”                | Katarzyna Nosowska        | Piotr Banach | 3:21    |
| 13. | „Zobaczysz”                        | Edward Stachura           | Piotr Banach | 4:20    |
| 14. | „Schisophrenic Family”             | Katarzyna Nosowska        | Piotr Banach | 1:54    |
| 15. | „Fate”                             | Katarzyna Nosowska        | Piotr Banach | 3:04    |
| 16. | „38”                               | Marek „Bruno” Chrzanowski | Piotr Banach | 0:38    |
| 17. | „Teksański”                        | Katarzyna Nosowska        | Piotr Banach | 2:42    |
| 18. | „Moja i twoja nadzieja (acoustic)” | Katarzyna Nosowska        | Piotr Banach | 3:05    |
|     |                                    |                           |              | 55:17   |

Wydanie kasetowe zawierało utwory 1-16

## Wykonawcy
- Katarzyna Nosowska – śpiew
- Piotr Banach – gitara
- Marcin Żabiełowicz – gitara
- Jacek Chrzanowski – gitara basowa
- Robert Ligiewicz – perkusja
- Edyta Bartosiewicz – śpiew, gościnnie w utworze „Moja i twoja nadzieja”
- Andrzej „Kobra” Kraiński – wokal, gościnnie w akustycznej wersji utworu „Moja i twoja nadzieja”

- Leszek Kamiński (realizacja)
- Katarzyna Kanclerz – produkcja
- Andrzej Puczyński – produkcja
- Marta Dziubalska – fotografie i koncepcja graficzna
- Łukasz „Thor” Dziubalski – fotografie i koncepcja graficzna